# Le Fantôme de Lady Margaret
Le Fantôme de Lady Margaret (The Anastasia Syndrome and Other Stories) est un recueil de nouvelles policières de Mary Higgins Clark, publié en 1989.
La traduction française par Anne Damour est publiée l'année suivante chez Albin Michel.

## La nouvelleLe Fantôme de Lady Margaret
La nouvelle la plus récente du recueil lui donne son titre : Le Fantôme de Lady Margaret (The Anastasia Syndrome, 1989)

### Résumé
Judith Chase est une écrivaine prestigieuse. Lors d'une soirée organisée par son amie Fiona elle fait la connaissance du Dr Patel, psychiatre et neurologue qui par l'hypnose aide de nombreuses personnes à retrouver leurs souvenirs les plus enfouis. Elle aimait Stephen Hallett, qui serait le premier ministre d'Angleterre. 
La jeune femme a été adoptée lorsqu'elle était enfant, et aimerait tellement retrouver sa vraie famille qu'elle décide de consulter ce docteur pour une séance d'hypnose.  Mais les choses ne se passent pas comme prévu, et au fil des jours elle se rend compte qu'elle est sujette à des hallucinations qui lui paraissent tellement réelles qu'elle en porte parfois les marques.

## Titres des autres nouvelles du recueil
- Terreur dans le campus (Terror Stalks the Class Reunion, 1987)
- Un jour de chance (Lucky Day, 1986)
- L'une pour l'autre (Double Vision, 1988)
- L'Ange perdu (The Lost Angel, 1986)